# Choele Choel
Choele Choel ist die Hauptstadt des Departamento Avellaneda in der Provinz Río Negro im südlichen Argentinien. Sie liegt am linken Ufer des Río Negro gegenüber der Isla Grande de Choele Choel. Der Río Negro bildet in dieser Zone das fruchtbare Valle Medio.

## Klima
Das Klima im Januar ist sonnig und trocken mit Temperaturen bis 28 °C. Im Juli erreicht die Temperatur 10 °C bei regnerischem und windigem Klima.

## Geschichte
Choele Choel wurde am 9. Juli 1879 durch den Coronel Conrado Villegas im Auftrag des damaligen Kriegsministers Julio Argentino Roca gegründet. Roca festigte in seinem Wüstenfeldzug auf diese Weise die Grenze zwischen dem weißen und indigenen Argentinien, die er an den Rio Negro vorschob. Der Gründungsname des Ortes lautete Nicolás Avellaneda. Nach einer Überschwemmung zogen die Bewohner an einen Ort um, den die Pampa de los Molinos nannten. Am 18. März 1882 erfolgte die Umsiedlung an den heutigen Standort.
1883 wurde ein Postamt eröffnet; 1890 kamen Salesianer Don Boscos. Die Provinzschule Nr. 10 wurde 1904 eröffnet und die Öffentliche Bibliothek 1917. Neben den bekannten Migrationsströmen, die Argentinien erreichten, siedelten in den 1970er-Jahren Flüchtlinge aus Laos und russisch-orthodoxe Christen in Choele Choel. Choele Choel ist heute der bevölkerungsreichste Ort der Zone.
Der irischstämmige, argentinische Schriftsteller Rodolfo Walsh wurde 1927 in Lamarque auf der Isla Grande de Choele Choel geboren.

## Verkehrsanbindung
Choele Choel ist ein wichtiger Verkehrsknotenpunkt an der Kreuzung der Ruta Nacional 22 und Ruta Nacional 250, etwa 1000 Kilometer von Buenos Aires entfernt. Die Entfernungen bis General Roca betragen 180 Kilometer, bis Las Grutas 193 Kilometer und bis Puerto Madryn 460 Kilometer. Am örtlichen Busbahnhof halten die Busse zu den patagonischen Städten am Atlantik (Puerto Madryn, Río Gallegos und Ushuaia) und zu den andinen Städten in Nordpatagonien (San Carlos de Bariloche und El Bolsón). Der Flughafen dient zurzeit nur unregelmäßigen Charterflügen.

## Feste
- Fiesta Provincial del Ternero (Mai) – Ländliches Fest mit Rodeo und Folkoreveranstaltungen
- Sagrado Corazón de Jesús (21. Oktober) – Patronatsfest
- Festival Provincial del Folklore (Dezember)